# San Sebastián (Puerto Rico)
San Sebastián is een van de 78 gemeenten (municipio) in de vrijstaat Puerto Rico.
De gemeente heeft een landoppervlakte van 183 km² en telt 44.204 inwoners (volkstelling 2000).